# غدة زعترية
الغدة الزعترية أو الغدة السعترية أو غدة التوتة أو الغدة التيموسية (بالإنجليزية: Thymus)‏ هي غدة صماء تقع على القصبة الهوائية أعلى القلب خلف عظمة القص، تكون كبيرة لدى الأطفال وتستمر في الضمور طوال سن المراهقة لان حجمها يتناقص عندما تبدأ الغدد التناسلية بالنضج والإفراز، تفرز هذه الغدة هرمون ثيموسين Thymosin الذي ينظم بناء المناعة في الجسم ويساعد على إنتاج الخلايا اللمفاوية ويشرف على تنظيم المناعة في الجسم. ويتم فيها تمايز خلايا T.

## البنية
تكون الغدة الزعترية عند الأطفال رمادية اللون، وناعمة، وسطحها مفصص، ويبلغ طولها عند الولادة حوالي 4 إلى 6 سم، وعرضها 2.5 إلى 5 سم، وسماكتها نحو 1 سم، ويزداد حجمها حتى سن البلوغ، ويصل وزنها حتى 40 غرامًا، من ثم يبدأ بالانخفاض في عملية تدعى الأَوب.
تتكون الغدة من فصين يلتقيان على الخط المتوسط العلوي، وتمتد من أسفل الغدة الدرقية في الرقبة حتى أسفل الغضروف الضلعي الرابع، وتقع الغدة تحت القص، وفوق التامور، ويفصلها عن القوس الأبهرية، والأوعية الكبرى طبقة من اللفافة، ويمر أحيانًا الوريد العضدي الأيسر ضمن الغدة الزعترية، وفي الرقبة تتوضع أمام وجانب الرغامى.

### التشريح المجهري
تتكون الغدة الزعترية من فصين يندمجان مع بعضهما في الوسط، وتكون مُحاطة بمحفظة تمتد مع امتداد الأوعية الدموية داخلها، وتتكون الفصوص من القشر الخارجي الغني بالخلايا، واللب الداخلي الأقل كثافة، وتنقسم الفصوص إلى فصيصات أصغر منها بقطر يصل من 0.5 حتى 2 ملم.
الخلايا الرئيسية التي تكوّن القشر هي الخلايا التوتية، والتي تدعمها بشكل كامل خلايا شبكية متفرعة، ويوجد هذا النوع من الخلايا داخل اللب أيضًا، وتُشكّل هذه الشبكة ما يُعرَف بالغِلالة البرّانية للأوعية الدموية التي تدخل إلى القشر عبر الحاجز قرب منطقة الوصل بين اللب والقشر.
تكون شبكة الخلايا الشبكية في اللب أكثر خشونة مما هي عليه في القشر، وعدد الخلايا اللمفاوية أقل نسبيًا، ويوجد أجسام متحدة المركز تشبه العشّ، وتدعى بجسيمات هاسل، وهي عبارة عن دوائر متحدة المركز من الخلايا الظهارية التي يزداد عددها خلال الحياة، إذ تُشكّل بقايا الأنابيب الظهارية التي تشكّلت من الجيبة البلعومية (أو الجيب الغلصمي) الثالثة للجنين، التي شكّلت الغدة الزعترية، ويوجد داخل لب الغدة عدد قليل جدًا من الأوعية.

### التوعية الدموية والتعصيب
تتفرع الشرايين التي تغذي الغدة الزعترية من الشرايين الصدرية الغائرة، والشرايين السفلية للغدة الدرقية، وقد يشارك أحيانًا فرع من الشريان الدرقي العلوي في التروية. تدخل الشرايين إلى الغدة الزعترية عبر حواجز المحفظة لتصل إلى المنطقة التي تفصل بين القشر واللب، وتدخل إلى الغدة، أو أحيانًا تعبر الشرايين المحفظة بشكل مباشر إلى داخل الغدة.
تصبّ أوردة الغدة الزعترية على الوريد العضدي الأيسر، والأوردة الصدرية الغائرة، والأوردة الدرقية السفلية، وتصب أحيانًا بشكل مباشر على الوريد الأجوف العلوي.
لا تسير الأوعية اللمفية بعيدًا عن الغدة الزعترية، إذ ترافق الشرايين، والأوردة، وتنزح اللمف إلى العقد اللمفية جانب القصية، والعضدية الرأسية، والرغامية القصبية.
أما بالنسبة للتعصيب، فتُعصّب الغدة الزعترية من العصب المبهم، والسلسلة الودية الرقبية، وتصل عدة فروع من الأعصاب البطنية حتى محفظة الغدة دون أن تدخل إليها، وما يزال دور هذا التعصيب غير مفهوم بدقّة.

### الاختلاف
يختلف الفصّان عن بعضهما بالحجم قليلًا، وقد يكونان ملتحمان، أو مُنفصلان، وقد نجد أنسجة غدية زعترية مُبعثرَة على، أو حول الغدة نفسها.

## التطوّر
تملك الخلايا، والظهارة الغدية الزعترية أصولًا تطورية مختلفة، إذ تتطور في البداية الأنسجة الظهارية الغدية للتيموس كتنبُّتين على جانبي القوس البلعومية الثالثة، وتتطور أحيانًا أجزاء من الغدة الزعترية انطلاقًا من الجيبة البلعومية الرابعة.
تشكل الظهارة فصيصات ناعمة، وتتطور إلى بنية شبيهة بالإسفنج، وخلال مرحلة التطور هذه، تهاجر سلائف الخلايا المكونة للدم من نخاع العظم إلى  الغدة الزعترية، ويعتمد التطور الطبيعي على حدوث تفاعل بين النسيج الظهاري الغدي، والخلايا المكونة للدم التي هاجرت إلى الغدة، أيضًا فعنصر اليود ضروري من أجل التطور الطبيعي، ونشاط الغدة الزعترية.

### الأوب
يستمر نمو الغدة الزعترية بعد الولادة ليصل إلى الحد الأقصى في نهاية السنة الأولى من العمر، وتكون أكثر نشاطًا عند الأجنة وحديثي الولادة، من ثم يبدأ حجمها ونشاطها بالانخفاض، وبعد السنة الأولى من العمر يبدأ عدد الخلايا اللمفية فيها بالانخفاض ايضًا، تنمو المنطقة من التيموس المحيطة بالأوعية الدموية بشكل متناسب في الحجم، بينما ينقص حجم المساحة التي تحوي على النسيج الظهاري التيموسي الحقيقي، ويملأ النسيج الضام جزءًا من الغدة الزعترية، وخلال الأوب ينقص حجم، ونشاط الغدة الزعترية.
تكون الخلايا الدهنية موجودة في الغدة عند الولادة، لكن سيزداد حجمها، وعددها بشكل ملحوظ بعد البلوغ، إذ تغزو الغدة بدءًا من الجدران بين الفصيصات أولًا، ثم إلى القشر، واللب، وتستمر هذه العملية مع التقدم بالسن، حتى يصعب تحديد موقع الغدة بالعين المجردة، أو حتى بالمجهر.
وسبب هذا الضمور هو زيادة تراكيز الهرمونات الجنسية في الدوران، وسيؤدي الإخصاء الكيميائي، أو الفيزيائي (الجراحي) إلى زيادة نشاط، وحجم الغدة الزعترية.

## وظيفة الغدة
الخلايا التائية جزء مهم من الجهاز المناعي الذي يؤثر على المناعة الخلوية، وتنضج هذه الخلايا داخل الغدة الزعترية (التيموس) .  تبدأ الخلايا التائية من سلائف مكوّنة للدم من نقي العظم (أو نخاع العظم)، ويشار لها باسم الخلايا التوتية. تُهاجر هذه الخلايا إلى الغدة الزعترية، لتبدأ فيها عملية النضج، التي تتضمن تأكّد الخلايا من قدرتها على الارتكاس للمستضدات، لكن مع ضمان عدم ارتكاسها لمستضدات أنسجة الجسم، وبمجرد نضج هذه الخلايا ستهاجر من التيموس.
القشر هو المكان الأول الذي تبدأ فيه عملية تطوّر الخلايا التوتية، إذ يُعاد فيه ترتيب مستقبلات جينات الخلايا التائية، وتُنتقى أثناء ذلك الخلايا التي حدث فيها إعادة الترتيب، ويحدث في اللب العمليات الباقية، كالتخلّص من الخلايا التائية ذاتية المناعة.
يُبنى مخزون الجسم من الخلايا التائية في وقت مبكر من الحياة، لذلك تتناقص وظيفة الغدة الزعترية عند البالغين، وتضمر لتصل إلى درجة يصعب التعرّف عليها عند كبار السن، وقد ارتبط فقدان وظيفتها المناعية عند كبار السن بحدوث الإنتانات ، والسرطانات.
تُطلَق الخلايا التائية التي تجتاز مراحل النضج داخل التيموس إلى الدم لأداء مهامها المناعية الحيوية.
تفرز الغدة الزعترية أيضًا هرمونات، وسيتوكينات تنظّم نضج الخلايا التائية، بما في ذلك التيمولين، والتيموبويتين، والتيموسينات.

## الأهمية السريرية للغدة
الجهاز المناعي هو جهاز تفاعلي متعدد المكونات، ويحمي المضيف من الإنتانات المختلفة. وفي حال اضطراب أداء هذا الجهاز لوظائفه سيؤدي إلى عدم راحة المريض، أو إصابته بالأمراض، أو حتى موته. وقد يظهر الخلل فيه بأحد الأشكال الرئيسية التالية: فرط الحساسية (أو الأرجية)، أو أمراض المناعة الذاتية، أو العوز المناعي.

### فرط الحساسية
السبب في فرط التحسس هو حدوث استجابة مناعية شديدة وغير طبيعية لمستضدات شائعة غير مُمرضة، وتسمى المواد التي تثير حدوث هذه الاستجابة المناعية بالمؤرّجات.
يتدخّل في العملية التحسسية بشكل رئيسي الغلوبولين المناعي E، والأضداد، والهيستامين، إذ تُطلق الخلايا البدينة الهيستامين، وقد تسبب المؤرّجات في بعض الأحيان رد فعل مناعي مفاجئ، وشديد، وربما قاتل عند الشخص المتحسس، وهذا ما يسمى بالتأق.

### العوز المناعي
بما أن الغدة الزعترية مهمة في عملية تطوّر الخلايا التائية، فإن أي عيب خلقي بتشكّلها، أو تطورها سيؤدي لنقص هام في الخلايا التائية، مؤديًا لأمراض بدئية في المناعة الأولية، إذ يؤدي غياب الغدة الناتج عن طفرة جينية (كما هو الحال في متلازمة دي جورج) إلى عوز مناعي شديد، وإصابات لاحقة بالإنتانات الفيروسية، والأوالي، والفطريات. وتسبب العيوب التي تؤثر على كل من الخلايا البائية، والتائية عوزًا مناعيًا مشتركًا شديدًا.
ومن الأمثلة على ذلك:
- متلازمة دي جورج: اضطراب وراثي يظهر مع طيف من الأمراض، وعادة ما يكون سببه حذف قسم صغير من الصبغي 22، ما يسبب فشلًا في تطوّر الجيبان البلعوميان الثالث، والرابع، بالتالي فشل نمو الغدة الزعترية، واضطرابات أخرى مرتبطة بذلك، كأمراض القلب الخلقية، وتشوهات الفم (مثل الحنك المشقوق، والشفة المشقوقة)، وفشل تطور الغدة الدرقية.[15]
- العوز المناعي المشترك الشديد: مجموعة من الأمراض الوراثية الخلقية النادرة التي تسبب حدوث خلل في عمل الخلايا التائية، والبائية، والقاتلة الطبيعية، وسبب هذه المتلازمات هو طفرات تؤثر على نضج السلائف المكونة للدم، ويؤدي هذا الانخفاض الحاد بالخلايا إلى نقص حاد في تطور الغدة الزعترية، بالتالي ضمورها في النهاية.

### أمراض المناعة الذاتية
تحدث أمراض المناعة الذاتية عندما يهاجم الجهاز المناعي خلايا المضيف بدلًا من المستضدات المرضية، وأحد أهم وظائف الغدة الزعترية هي منع حدوث المناعة الذاتية.
وأحد الأمثلة على تأثيرات الغدة هو مرض الوهن العضلي الوبيل، وهو مرض مناعي ذاتي يُنتج فيه الجسم أضدادًا مناعية ذاتية تستهدف مستقبلات الأستيل كولين في الوصل العصبي العضلي، ويرتبط هذا المرض غالبًا بضخامة في الغدة الزعترية، وكثيرًا ما يكون استئصال الغدة الزعترية مطلوبًا في علاج المرض، إذ إن 70% من مرضى الوهن العضلي الوخيم لديهم ضخامة أو خباثة في الغدة الزعترية.

## معرض الصور

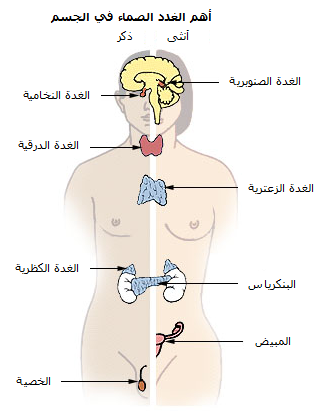
جهاز الغدد الصم (الغدة الزعترية هي #4)
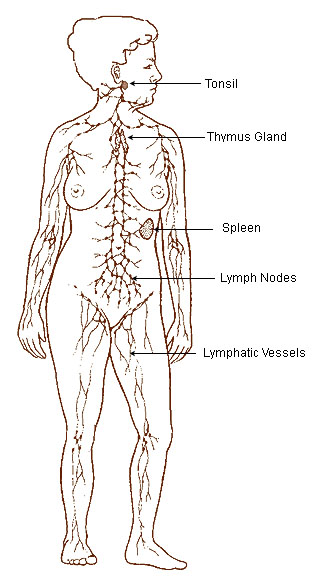
الجهاز الليمفي
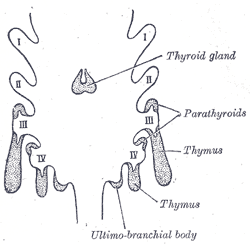
رسم توضيحي يظهر تطور الأجسام الطلائية الخيشومية. I, II, III, IV. الجيبات الخيشومية. :التجويف الصدري لجنين
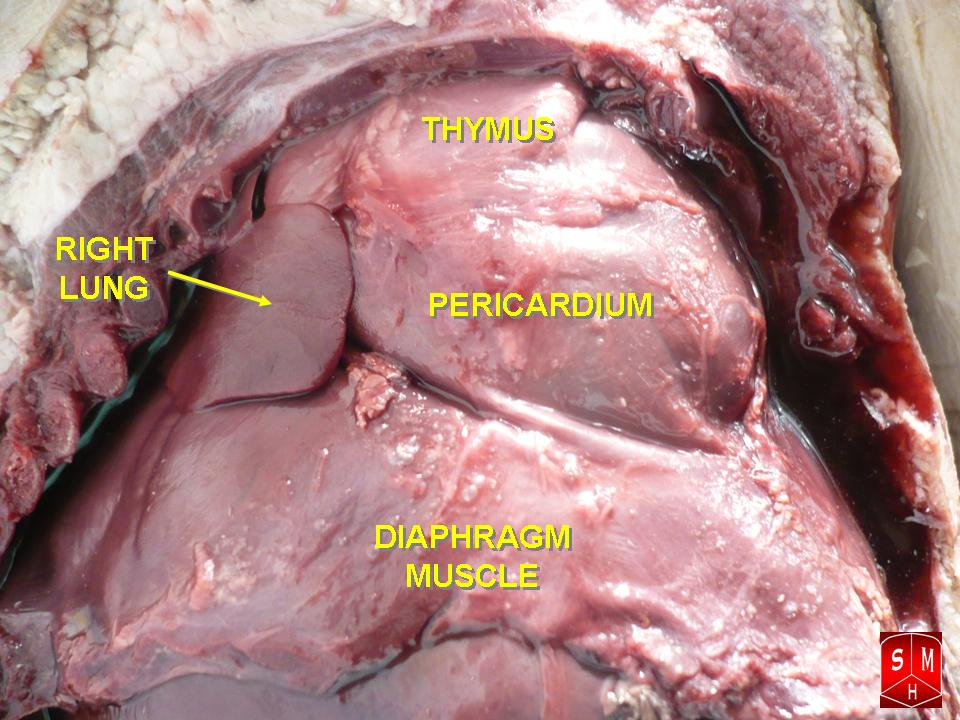
الغدة الزعترية لجنين

## وصلات خارجية
Virtual Slidebox at Univ. Iowa Slide 287